# Doriano Crespan
Doriano Crespan (Caronno Varesino, 1º giugno 1946 – Prato, 7 agosto 2011) è stato un calciatore italiano, di ruolo portiere.

## Carriera
Vanta 2 presenze in Serie A con la maglia del Foggia, entrambe da titolare, nella stagione 1970-1971.
La sua prestazione al debutto, avvenuto il 17 gennaio 1971 nella sconfitta esterna contro la Juventus per 2-1, fu molto apprezzata dall'inviato del Corriere dello Sport che, oltre a citarlo nel titolo dell'articolo, nella sua cronaca parlò di "eroe del Foggia" che "aveva bagnato con straordinaria bravura i galloni di titolare", che aveva "parato, respinto deviato almeno 5 palle-gol della Juve" "con stile singolare, fra la crescente incredulità di amici e nemici". Giocò ancora la settimana successiva, nel pareggio interno contro il Varese per 2-2 in cui il cronista del Corriere dello Sport diede alla sua prestazione in gara come voto "6".